# Гольц, Иоахим Рюдигер фон дер
Барон Иоахим Рюдигер фон дер Гольц (нем. Joachim Rüdiger von der Goltz; 6 апреля 1620 — 26 июня 1688, Дрезден) — германский военачальник, датский (1675) и саксонский (1681) фельдмаршал.

## Биография
Родился в 1620 году; происходил из дворянского рода Гольц.
Начал службу в годы Тридцатилетней войны в императорской армии под началом своего родственника фельдцейхмейстера барона Мартина Максимилиана фон дер Гольца, после заключения мира (1648) — на французской военной службе, участвовал в кампаниях против Испании и Фронды, достиг чина маршала-де-камп.
В 1654 году перешел на службу курфюрста Бранденбурга в чине полковника, в 1660 году назначен губернатором Берлина, в 1674 году был уже генералом инфантерии.
В 1675 году перешел на датскую военную службу в чине фельдмаршала, весной 1677 года назначен главнокомандующим датской армией в Сконе, но его приступ к Мальме был отбит с большим уроном. В битве при Ландскруне 14 июня 1677 года применил тактическую новинку, смешав в первой линии центра и флангов пехоту и кавалерию, однако недостаточный опыт подобного построения привел к нарушению координации между родами войск, и датчане потерпели поражение. Барон фон дер Гольц был признан виновником поражения и уволен со службы.
В 1681 году принят на саксонскую военную службу, 28 августа 1681 году получил чин фельдмаршала. В 1683 участвовал в освобождении Вены от осады. Умер в Дрездене 26 июня 1688.